# Tratado de Aranjuez (1752)
El tratado de Aranjuez de 1752, también conocido como tratado de Italia, fue firmado por España, el reino de Hungría y Bohemia y el reino de Cerdeña para mantener la paz y velar por sus respectivos intereses en los territorios que ambas potencias tenían en Italia. Los ducados de Parma y Toscana se adhirieron posteriormente al tratado.

## Delegaciones
José de Carvajal y Lancaster en representación de Fernando VI de España, el conde de Migazzi en nombre de la emperatriz María Teresa I de Austria, y Felipe Valentín Asinari de parte del rey de Piamonte-Cerdeña Carlos Manuel III, firmaron el tratado el 14 de junio de 1752 en la localidad madrileña de Aranjuez.

## El tratado
Los términos del acuerdo estaban basados en tratado de Aquisgrán de 1748. Las principales cláusulas incluían:
- Acuerdo de paz entre las tres potencias;
- Cada una de las partes renunciaba a sus derechos sobre las posesiones de las otras partes firmantes en la península italiana, y a los territorios del Gran Ducado de Toscana y del reino de las dos Sicilias;
- En caso de ataque por otra potencia a los territorios mencionados, cada una de las partes se comprometía a aportar un ejército de 8.000 soldados de infantería y 4.000 de caballería, mantenidos a costa propia, para la defensa del país atacado.

- Los ciudadanos de cada uno de los países firmantes disfrutarían en sus relaciones comerciales con alguno de los otros de los mayores privilegios.

Posteriormente, el 16 de agosto del mismo año, se adhirieron al tratado el emperador de Alemania, Francisco I, por su condición de gran duque de Toscana, y el infante Felipe, duque de Parma.